# Al-Hudaydah
Al-Hudaydah (arabisk: الحديدة) er en by i Yemen med 617.871 (1994) indbyggere.

## Historie
Byen blev udviklet som havneby fra 1849, da den blev okkuperet af Det osmanniske rige og blev betydelig by på bekostning af Mokka.
I 1914, under 1. verdenskrig, etablerede tyske styrker under major Othmar von Stotzingen en kommunikasjtionsstation i byen, som blev brugt under det arabiske oprør for at kunne videreformidle kommunikation mellem Istanbul og Tysk Østafrika, samt for at kunne sende propaganda til Sudan, Somaliland og Etiopien.
Efter, at byen blev ramt af en alvorlig brand i januar 1961, som ødelagde store dele af den, blev den genopbygget, mere specielt havneområdet, med sovjetisk hjælp. En vej til Sanaa blev færdig samme år. Hodeidah var en sovjetisk flådebase i 1970- og 1980-erne.